# Nagrada hrvatskog glumišta za najbolje umjetničko ostvarenje u baletu – muška uloga
Popis dobitnika Nagrade hrvatskog glumišta u kategoriji najboljeg umjetničkog ostvarenja u baletu - muška uloga. Nagrada se dodjeljuje svake dvije godine. 
2001./2002. Ilir Kerni

2002./2003. Svebor Sečak

2004./2005. Svebor Sečak

2006./2007. Ronald Savković

2008./2009. Aydar Valeev

2010./2011. Azamat Nabiullin

2012./2013. Tomislav Petranović

2014./2015. Tomislav Petranović

2016./2017. Tomislav Petranović

2018./2019. Tomislav Petranović

2020./2021. Tomislav Petranović

2022./2023. Takuya Sumitomo